# 巴比伦蜜蜂
《巴比伦蜜蜂》（The Babylon Bee）是一个保守主义基督教讽刺新闻网站，发布宗教、政治、时事和公众人物等主题的讽刺文章，类似于《洋葱报》 。

## 历史

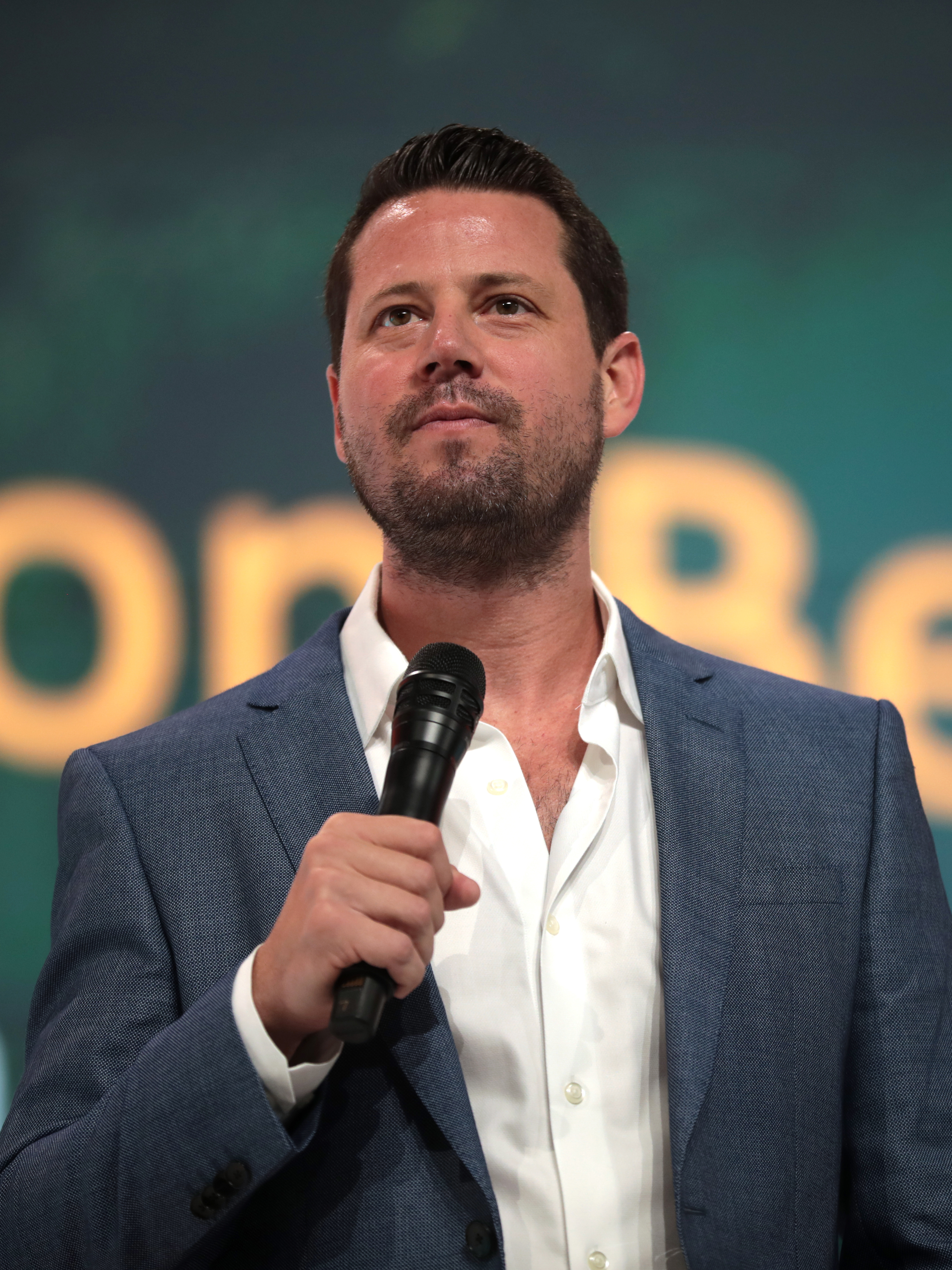
塞思·狄龙

它由亚当·福特（Adam Ford）创建于2016年3月1日，总部位于佛罗里达州朱庇特。推出后不久，《巴比伦蜜蜂》就因在三一電視台创始人扬·克劳奇去世当天嘲讽她的“健康与财富”神学而登上头条。
2018年底，福特将该网站出售给塞思·狄龙（Seth Dillon）。